# Seemannsheim

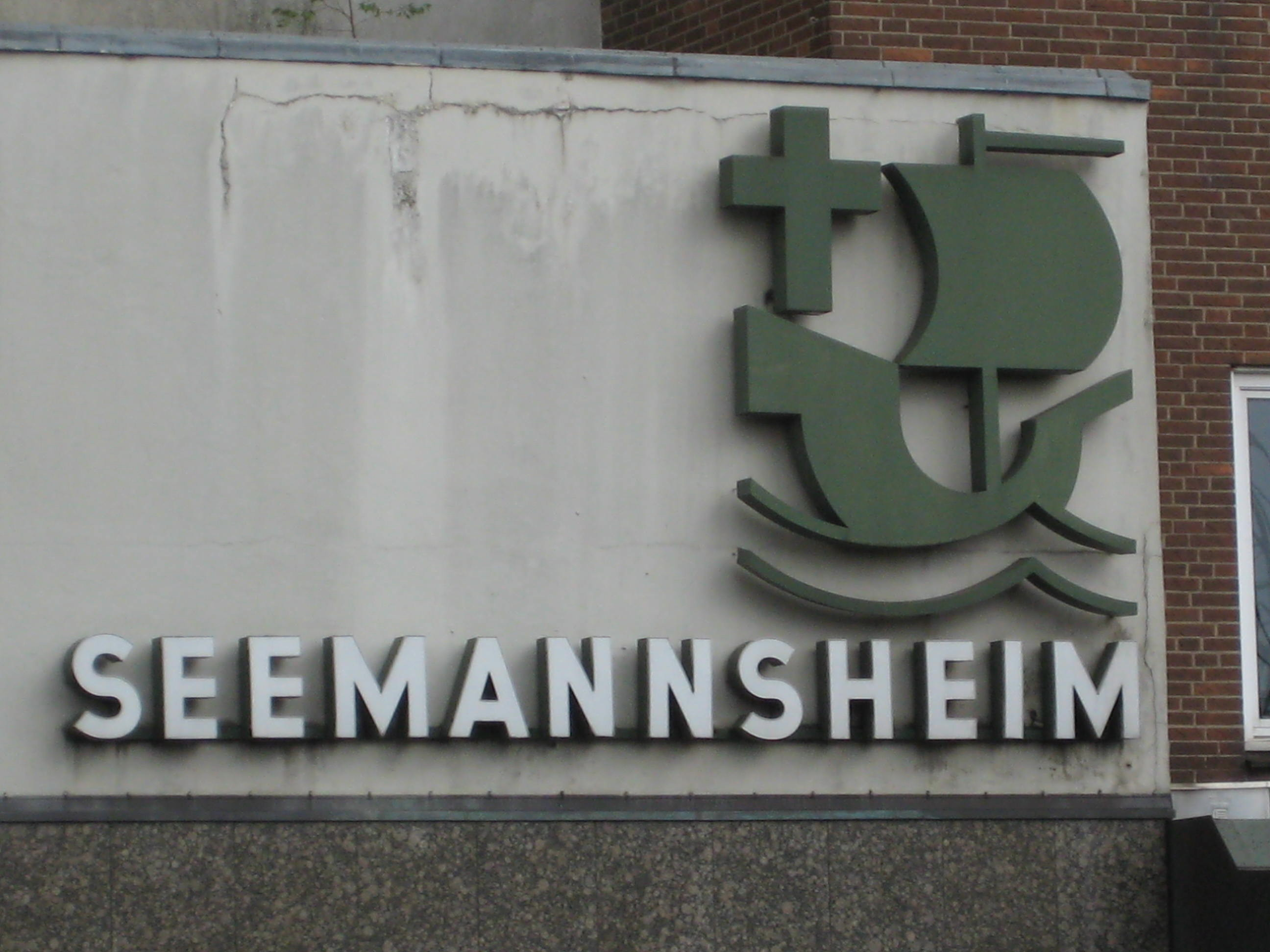
Ehemaliges Seemannsheim in der Straße An der Untertrave, Lübeck

Seemannsheime dienen in der Regel als Unterkunft (Hotel) für Seeleute, weil sie momentan nicht an Bord eines Schiffes wohnen können oder auch als Aufenthaltsort (Club) für Seefahrer in der Freizeit, während das Schiff im Hafen liegt. Seemannsheime gibt es weltweit in größeren Hafenstädten. Sie werden überwiegend von verschiedenen christlichen Seemannsmissionen getragen, es gibt aber auch Seemannsheime nichtkonfessioneller Träger. 

## Geschichte

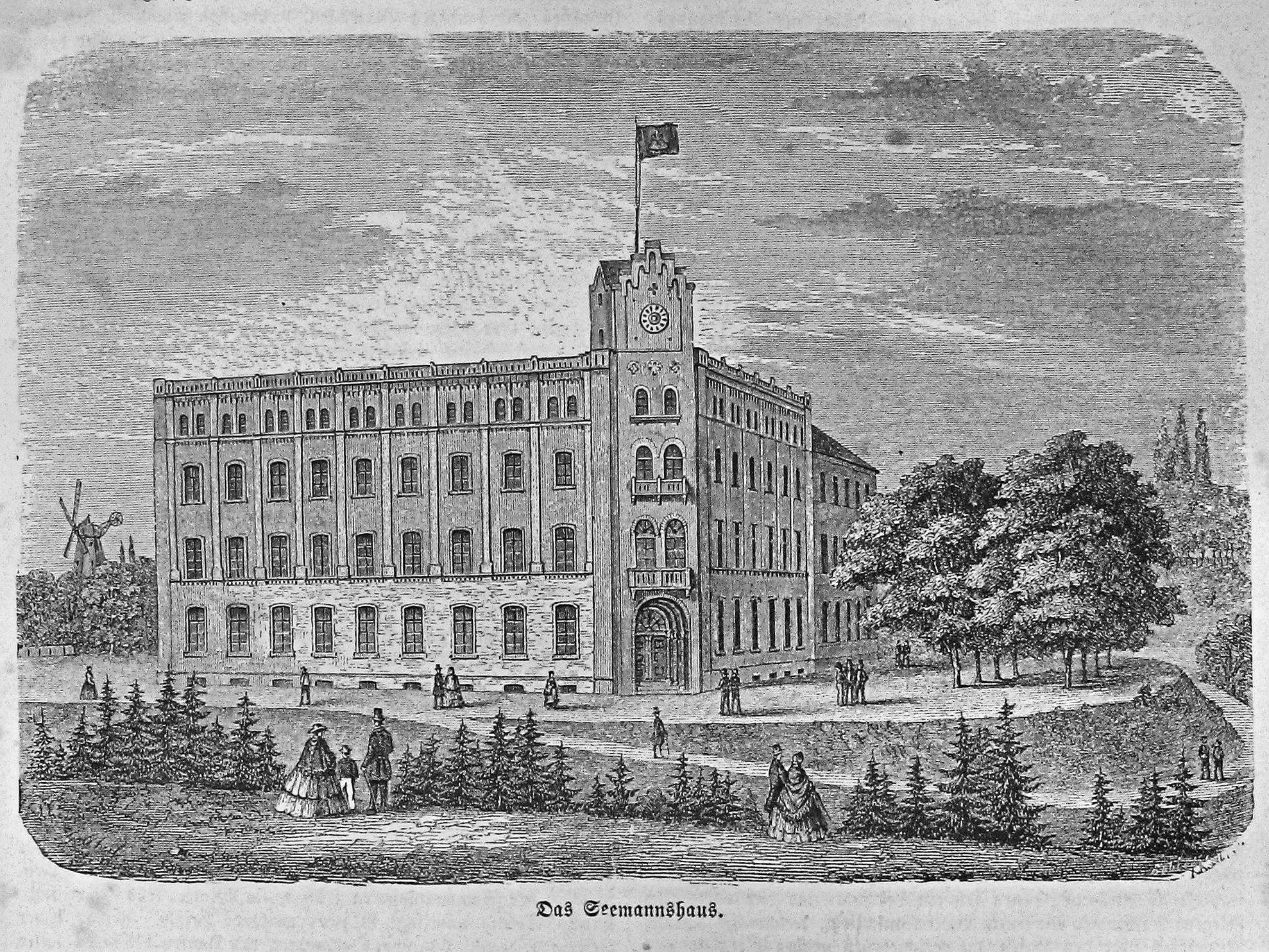
Hamburger Seemannsheim 1863, heute umgebaut zum Hotel Hafen Hamburg

Da Seeleute in früheren Zeiten oft von Logierwirten und privaten Heuerbaasen ausgenutzt und in Schuldenabhängigkeit gehalten wurden, bemühten sich christliche Kreise und sozial verantwortungsbewusste Reeder um Abhilfe.
Das erste Seemannsheim in Deutschland wurde am 18. Oktober 1854 durch das Handelshaus Friedrich M. Vietor aus Bremen eingeweiht. In der Hausordnung hieß es: „Dieses Haus ist dazu gebaut, um dem ehrenwerten Stand der Seeleute, wenn sie nach einer beschwerlichen Fahrt glücklich zurückgekehrt sind, eine angenehme und ruhige Zuflucht während ihres Aufenthaltes an Land zu gewähren und sie davor zu bewahren, ihren sauer erworbenen Verdienst leichtsinnig zu vergeuden. So wird von jedem Insassen ein nüchternes und anständiges Betragen erwartet.“ Der Ausschank von Spirituosen war untersagt. Die Teilnahme an den Morgen- und Abendandachten war freiwillig. „Es wird aber gehofft, dass jeder Hausgenosse daran teilnimmt, da ein Tag mit Gott angefangen und mit ihm beschlossen, nicht ohne Segen bleiben kann …“ 1889 wurde dieses Haus in Bremen geschlossen, da der Schiffsverkehr sich nach Geestemünde, dem heutigen Bremerhaven, verlagerte. Im Zweiten Weltkrieg wurde es durch Bomben zerstört.

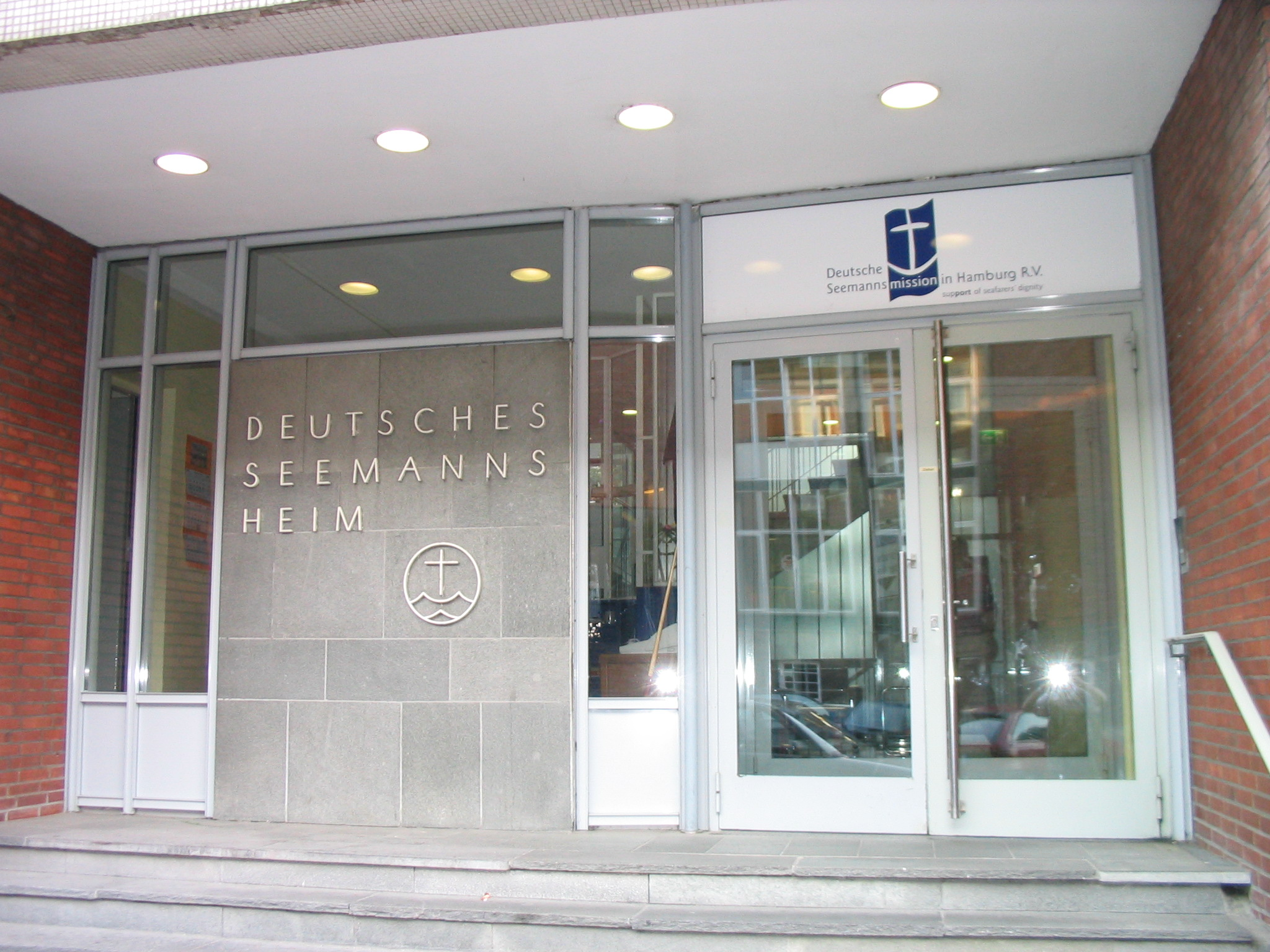
Seemannsheim Hamburg Krayenkamp

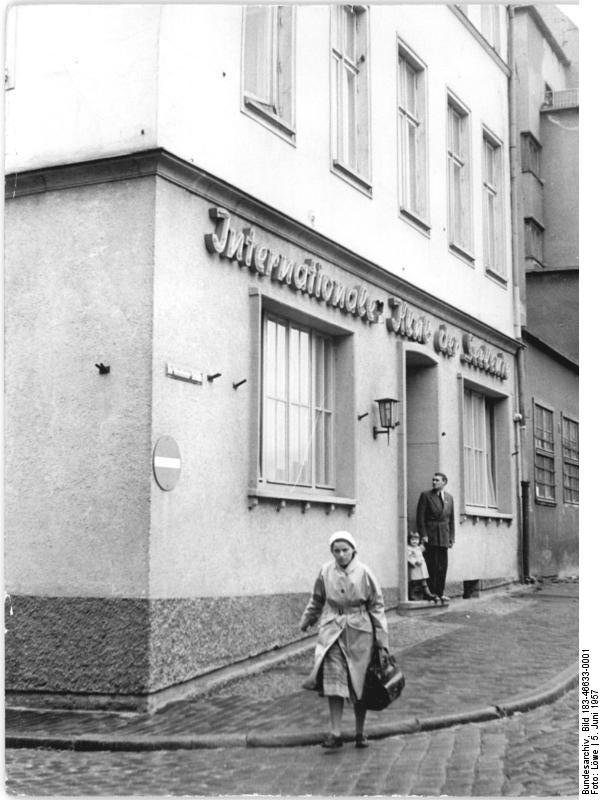
Internationaler Seemannsklub in Rostock (1957)

In Hamburg wurde 1863 das ab 1858 errichtete Seemannshaus in Hamburg eröffnet. Oberhalb der St. Pauli-Landungsbrücken gelegen, war es auf Kosten der Reeder als Seemannsheim und -krankenhaus eröffnet worden (das Gebäude ist heute zum Teil im dortigen Hotel Hafen Hamburg erhalten).
Im Jahre 1887 gründete Pastor Nink ein Seemannsheim in Hamburg; ein kleines Seemannsheim am Pinnasberg in einem gemieteten Hause.

Im Jahr 1906 fand am 6. April die Einweihung des ersten Seemannsheimes der Deutschen Seemannsmission in Hamburg am Wolfgangsweg statt, neben dem auch die dem Seemannspastor dienende Lutherkirche, als Filialkirche des Michels entstand. Das Haus steht – nach Ausbombung im Zweiten Weltkrieg und Wiederaufbau – noch, dient heute aber anderen Zwecken.

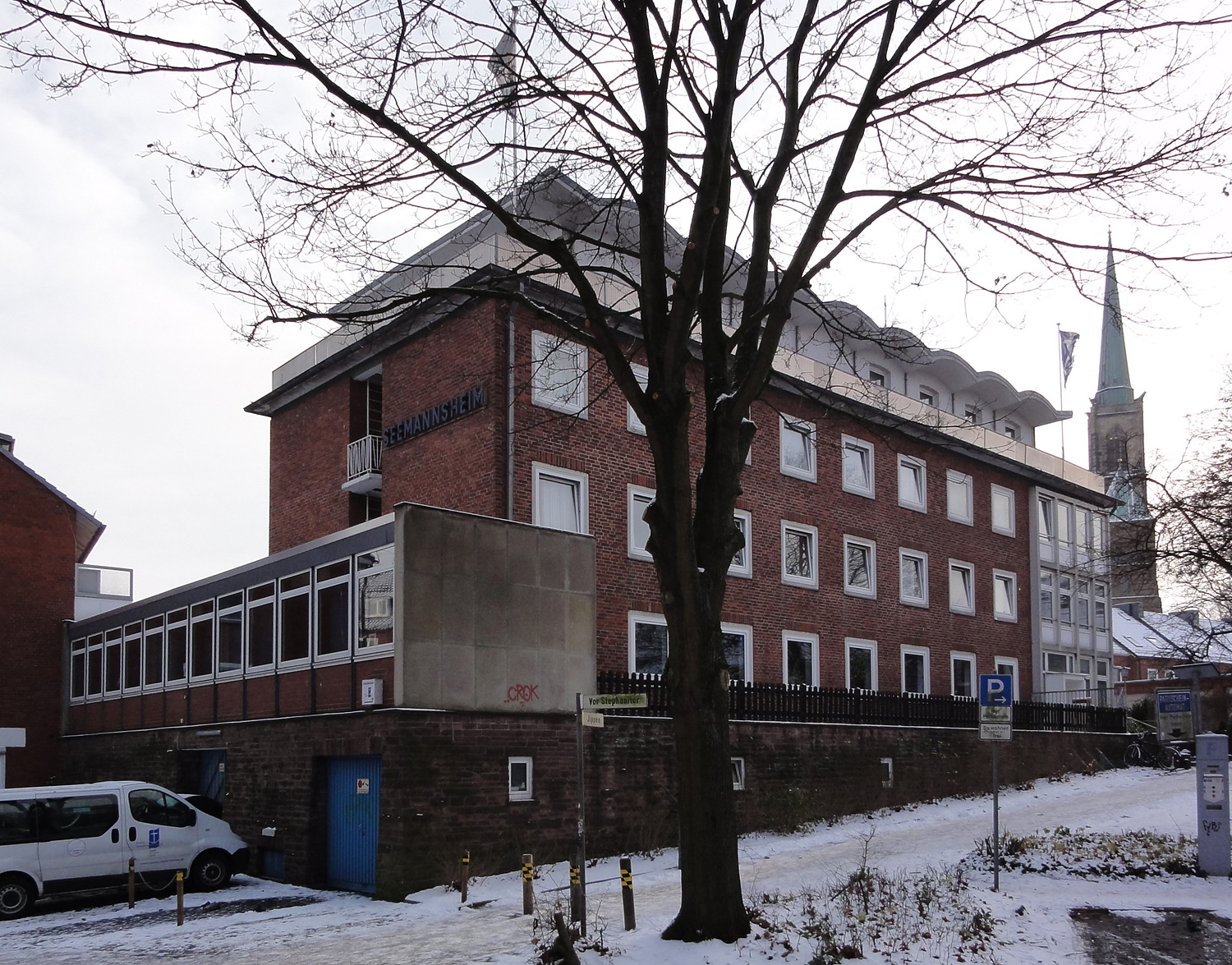
Seemannsheim Bremen (2018 verkauft)

Neben der St. Michaeliskirche wurde am Krayenkamp am 26. September 1958 vom damaligen Vorsitzenden Robert Miles Reincke der Grundstein für den Neubau, um den dieser sich große Verdienste erworben hatte, gelegt. Am 12. September 1959 weihte Bischof Karl Witte das neue Seemannsheim am Krayenkamp ein. Etwa zwei Jahrzehnte lang erlebte dieses Heim die Hochkonjunktur der deutschen Seeschifffahrt nach dem Zweiten Weltkrieg. Im Jahr 1970 wurden etwa 44.000 Seeleute auf deutschen Schiffen beschäftigt. Die Zahl der Schiffe unter deutscher Flagge hatte ihren Höchststand nach der westdeutschen Wirtschaftswunderentwicklung erreicht. Die Nachfrage nach Betten im Seemannsheim war dementsprechend hoch.
Auch in anderen Hafenstädten entstanden Seemannsheime mit Hotelcharakter.

## Seemannsheime heute

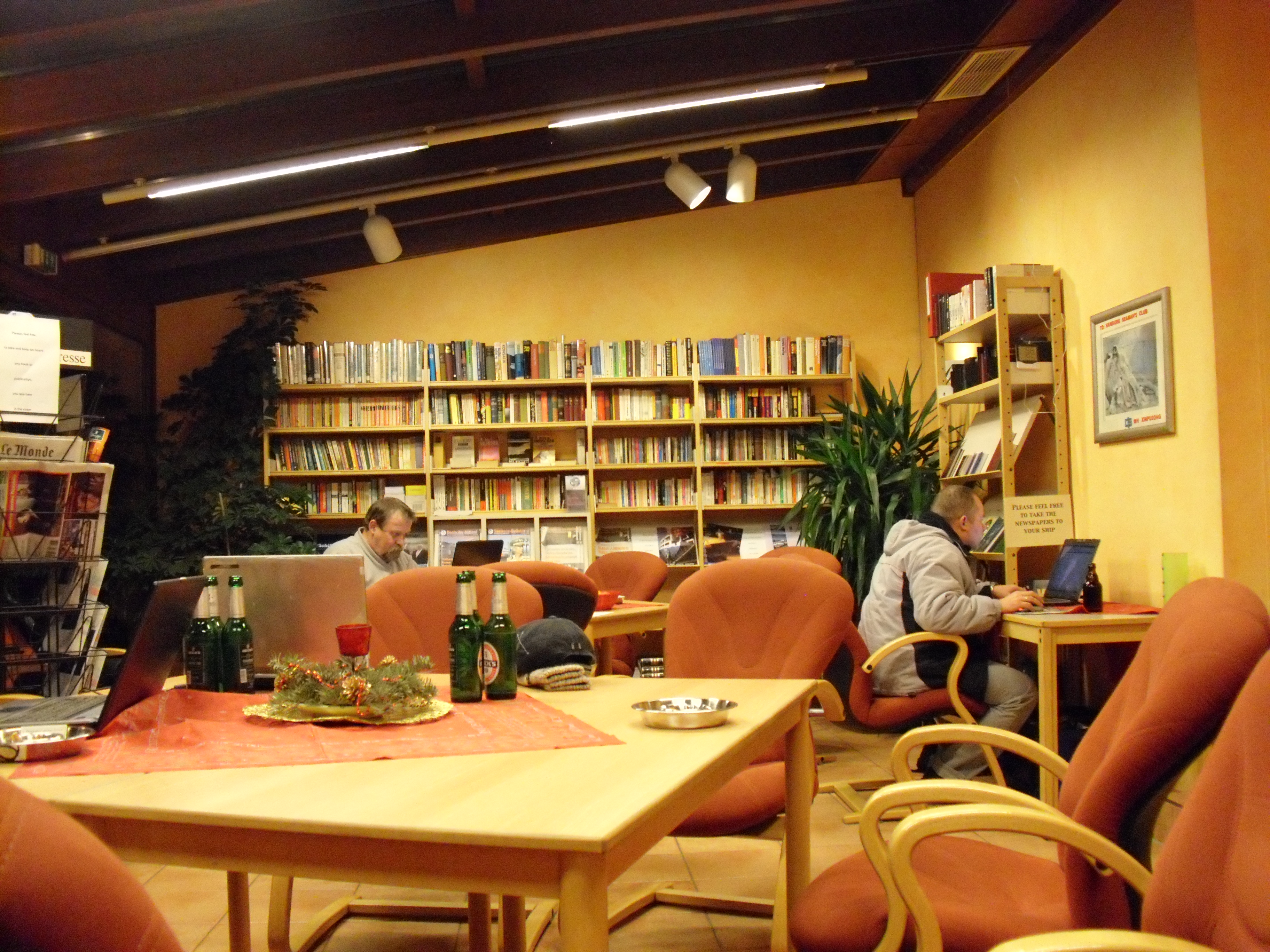
Hamburger Hafen, gemütliche Bibliothek im Seemannsclub Duckdalben der Deutschen Seemannsmission Hamburg-Harburg e. V.

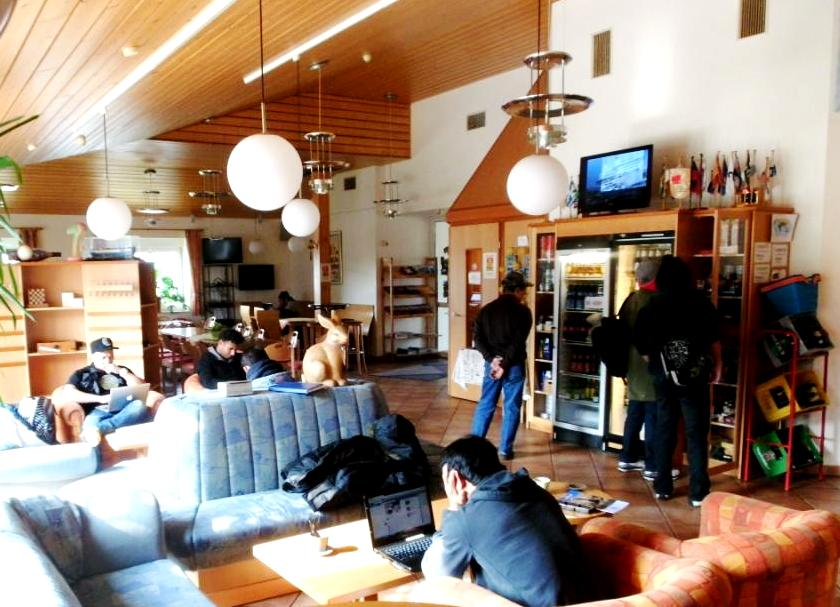
Blick in den Aufenthaltsraum vom Seemannsclub Welcome

Heute ist die Nachfrage nach Übernachtungsmöglichkeiten für Seeleute weniger stark. Deshalb dienen die meisten Seemannsheime jetzt als Clubs, in denen die Seeleute während der Hafenliegezeiten ihrer Schiffe stundenweisen „Tapetenwechsel“, Rat und Hilfe finden und mit ihren Familienangehörigen weltweit telefonieren oder per E-Mail kommunizieren können.
So besteht direkt im Hamburger Hafen, mit kurzen Wegen zu den Schiffen, der Seemannsclub Duckdalben der Deutschen Seemannsmission als Aufenthaltsort (ohne Übernachtungsmöglichkeit) mit verschiedenen Dienstleistungen, Freizeitmöglichkeiten und Andachts- und Gebetsraum für unterschiedliche Religionen. In Bremerhaven wurde 1977 der Seemannsclub „Gute Stube“ im Gatehouse II auf dem Containerterminal in Bremerhaven eröffnet. Es war der erste Club in Europa, der sich in direkter Nähe der Schiffsliegeplätze befand. Er wurde unter dem Namen Seemannsclub Welcome an einem neuen Standort in einem Neubau an der Nordschleuse am Rand des Containerterminals verlagert und dort im Dezember 2002 eröffnet.
In Bremen wurde 1950 vom Verein Seemannsmission – als Ersatz für das im Zweiten Weltkrieg zerstörte Heim am Korffsdeich – im 4. Stock des Volkshauses an der ehemaligen Nordstraße (heute Hans-Böckler-Straße) ein Heim mit 70 Betten eingerichtet. 1955/56 wurde ein Neubau mit 90 Betten im Stephaniviertel errichtet, der bis 1992 auf 34 Zimmer mit 43 Betten verkleinert und modernisiert wurde. Das Heim in unmittelbarer Nähe zu Stephanikirche und Schlachte stand, wie in vielen anderen Seemannsheimen auch, auch Nicht-Seeleuten offen. Ende 2017 wurde das Seemannsheim stillgelegt und verkauft und 2019 abgerissen.